# Yamaha Ténéré 700
La Yamaha Ténéré 700 è una motocicletta prodotta dalla casa motociclistica giapponese Yamaha Motor a partire dal 2019.

## Profilo e descrizione
La "Ténéré" è l'ultima di una serie di motociclette realizzate dalla Yamaha che prendono il nome dalla regione del Ténéré situata nel deserto del Sahara, a cui un tempo era solito transitare la Parigi-Dakar. La moto, che va a sostituire la Yamaha XT 660Z Ténéré, è stata anticipata dalla concept Yamaha T7 presentata all'EICMA 2016 di Milano. Una nuova versione della concept è stata in seguito presentata un anno più tardi. La versione definitiva ha debuttato sempre all'EICMA a novembre 2018.
È dotata di un motore bicilindrico in linea da 689 cm³ raffreddato a liquido a 4 tempi con distribuzione bialbero a 8 valvole, con albero motore a croce, già impiegato sulla Yamaha MT-07 e sulla Tracer 700, abbinato ad un cambio a sei marce e ad una trasmissione finale a catena.